# Scleroptila
Scleroptila és un gènere d'ocells de la subfamília dels perdicins (Perdicinae), dins la família dels fasiànids (Phasianidae). Aquests francolins habiten sabanes i boscos de la zona afrotròpica.

## Llistat d'espècies
Segons la classificació del Congrés Ornitològic Internacional (versió 2.4, 2010) aquest gènere està format per quatre espècies:
- Scleroptila afra - Francolí jugular.
- Scleroptila finschi - Francolí de Finsch.
- Scleroptila levaillantii - Francolí de Levaillant.
- Scleroptila gutturalis - Francolí pàl·lid.
- Scleroptila psilolaema - Francolí muntanyenc.
- Scleroptila elgonensis - Francolí del mont Elgon.
- Scleroptila shelleyi - Francolí de Shelley.
- Scleroptila whytei - Francolí de Whyte.
- Scleroptila streptophora - Francolí de collar.

Molts autors, com ara Clements 6a edició (2009) inclouen dins el gènere Francolinus, totes les espècies dels gèneres Peliperdix, Scleroptila, Dendroperdix i Pternistis.